# Peter Armbruster
Peter Armbruster (Dachau, Baviera; 25 de julio de 1931-Darmstadt, 26 de junio de 2024) fue un físico de la instalación Gesellschaft für Schwerionenforschung (GSI) en Darmstadt, Alemania, que se acreditan con los descubrimientos de los elementos 108 (hassio), 109 (meitnerio), 110 (darmstadtio), 111 (roentgenio) y 112 (copernicio).
Estudió física en la Universidad Técnica de Stuttgart y Múnich, y obtuvo su doctorado en 1961 bajo Heinz Maier-Leibnitz, Universidad Técnica de Múnich. Sus principales campos de investigación son la fisión, la interacción de iones pesados en la materia y la física atómica con productos de fisión, en el Centro de Investigación de Jülich (1965 a 1970). Fue Investigador en el Gesellschaft für Schwerionenforschung Darmstadt, GSI, de 1971 a 1996. De 1989 a 1992 fue director de investigación de la Comunidad Europea del Instituto Laue-Langevin (ILL), Grenoble. Desde 1996 él ha estado involucrado en un proyecto sobre la incineración de los residuos nucleares por reacciones de fisión de neutrones y espalación.
Fue profesor afiliado a la Universidad de Colonia (1968) y la Universidad de Tecnología de Darmstadt desde 1984.
Ha recibido numerosos premios por su trabajo, incluido la Medalla Max-Born otorgada por el Instituto de Física de Londres y la Deutsche Gesellschaft Physikalische en 1988, y la Medalla Stern-Gerlach de la Deutsche Gesellschaft Physikalische en 1997. La American Chemical Society honró a Peter Armbruster en 1997 como uno de los pocos no americanos con el 'Premio de la química nuclear'.